# Hittarp
Hittarp – miejscowość (tätort) w Szwecji, w regionie administracyjnym (län) Skania, w gminie Helsingborg.
Według danych Szwedzkiego Urzędu Statystycznego liczba ludności wyniosła: 4545 (31 grudnia 2015), 4664 (31 grudnia 2018) i 4637 (31 grudnia 2019).